# 1581

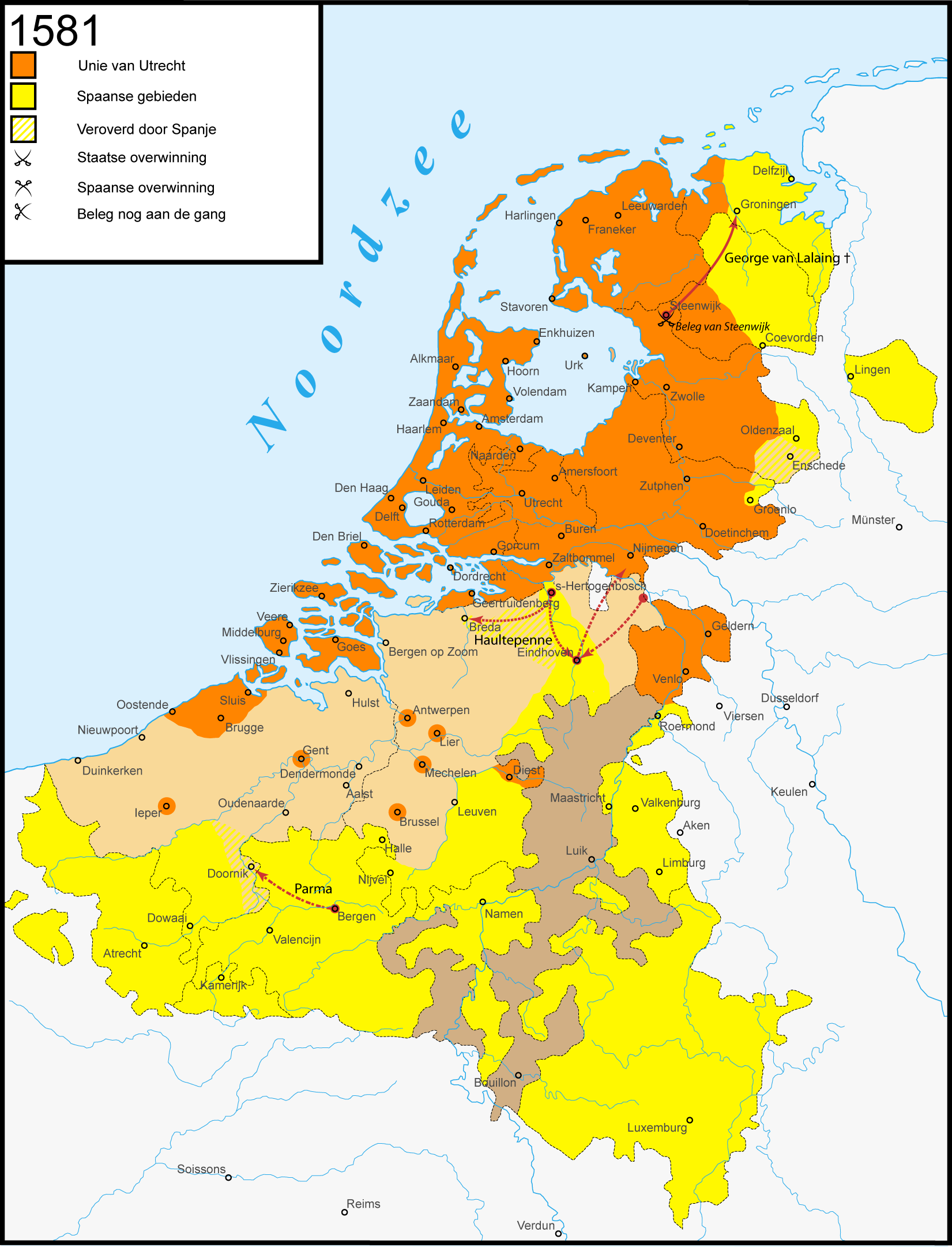
De Nederlandse Opstand in 1581.

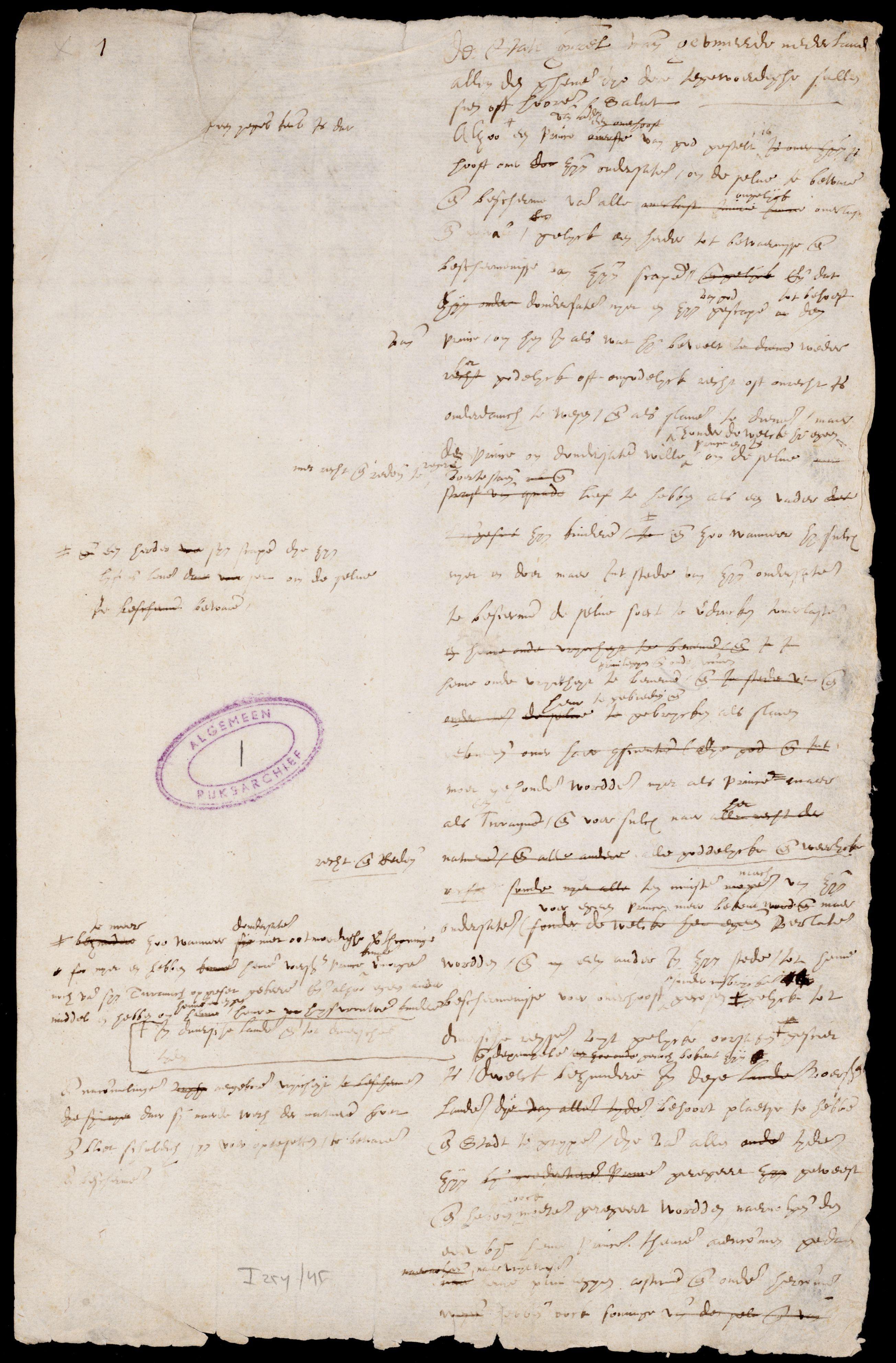
Plakkaat van Verlatinghe

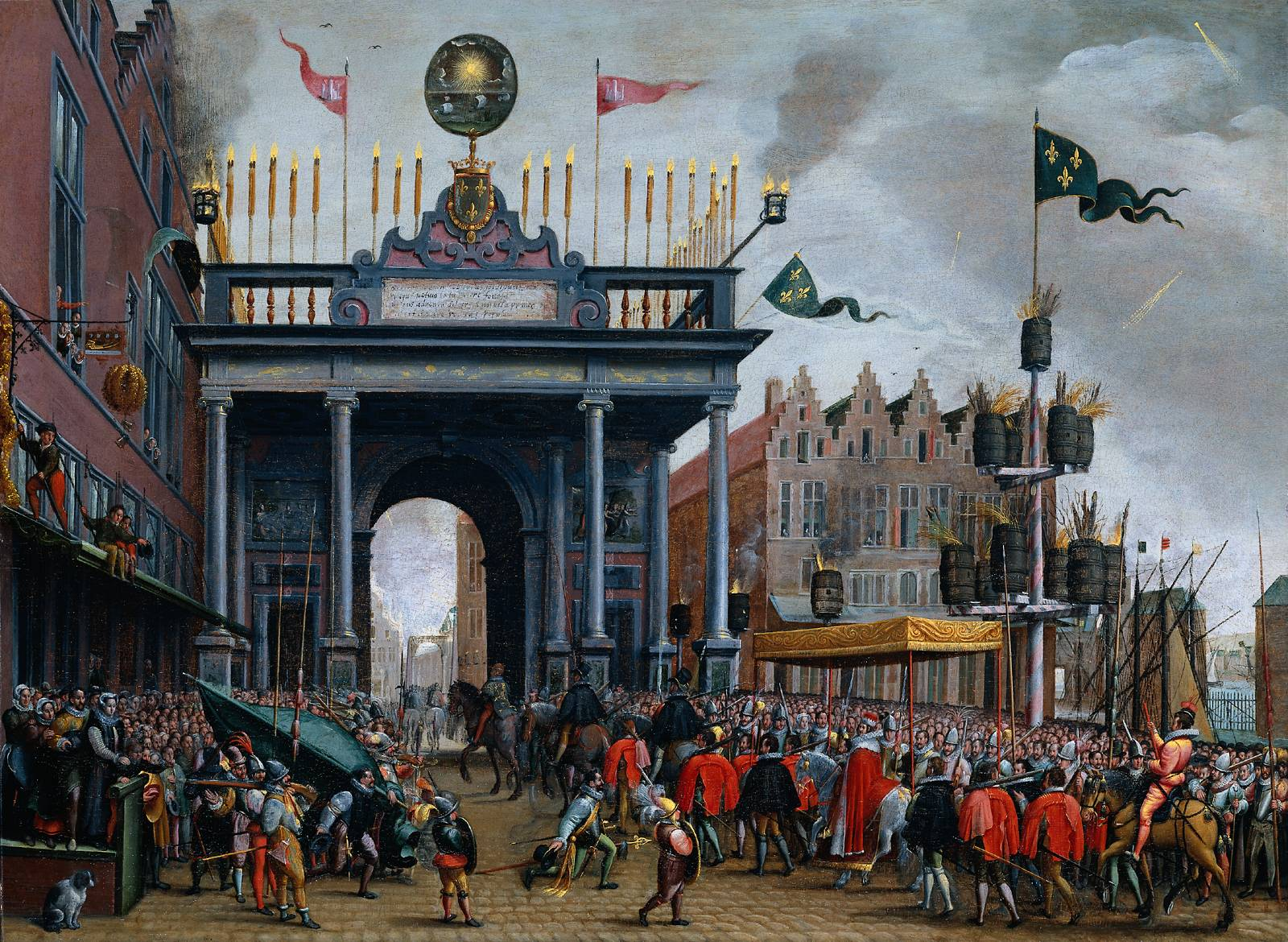
De aankomst van de hertog van Anjou in Antwerpen in 1581.

Het jaar 1581 is het 81e jaar in de 16e eeuw volgens de christelijke jaartelling.

## Gebeurtenissen
januari
- 6 - Het kasteel van Megen, waar Spaanse soldaten zijn gelegerd, gaat in vlammen op.

februari
- 15 - Staatse troepen vallen Megen binnen en steken het stadje in brand.

april
- 4 - De kaapvaarder Francis Drake wordt door koningin Elizabeth tot ridder geslagen.
- april - De vroedschap van Arnhem verklaart de Nederduits Gereformeerde Kerk tot de enig toegestane in de stad. Katholieken en Lutheranen mogen hun godsdienst niet meer in het openbaar belijden.

juni
- 5 - Jan van Nassau, die terugkeert naar de Dillenburg, wordt als stadhouder van Gelre opgevolgd door Willem van den Bergh, die de humanist Elbertus Leoninus benoemt tot zijn kanselier.
- 28 - De stad Breda wordt bij verrassing door Spaanse troepen ingenomen.

juli
- 5 - De Staten-Generaal benoemen Willem van Oranje tot stadhouder van alle zeven provinciën.
- 23 - De Spaansgezinde stadhouder Rennenberg overlijdt te Groningen op ruim 40-jarige leeftijd.
- 23 - Slag om Goor, een mislukte aanval op Goor door de Staatsen.
- 25 - Staatse troepen vallen opnieuw Megen binnen en steken de overgebleven huizen in brand.
- 26 - Het Plakkaat van Verlatinghe ('het volk is er niet voor een vorst, maar een vorst voor het volk') verklaart koning Filips II van Spanje vervallen van de heerschappij over de Nederlanden en is in feite de onafhankelijkheidsverklaring.
- 26 en 27 - De furie van Houtepen raast door Breda nadat de koningsgezinden een poortwachter hebben omgekocht. Op 28 juli geeft de stad zich over.

september
- 1 - De kozakkenleider Jermak vertrekt oostwaarts, Siberië in, om op te trekken tegen het kanaat Sibir.
- 17 - Vanuit Zuid-Luzon arriveert Domingo de Salazar met een groep missionarissen in Manilla, waar hij geïnstalleerd wordt als de eerste bisschop van het nieuwe bisdom.

november
- De Leidse studenten vragen toestemming aan de academische senaat om een collegia singularum nationem te mogen oprichten maar deze vergunning wordt nadrukkelijk geweigerd omdat dergelijke verenigingen tot ordeverstoring zouden kunnen leiden. Hoewel de goedkeuring niet wordt verkregen worden de nationes toch opgericht: de Friese natio en de Hollandse.
- 29 - Parma dwingt na een langdurig beleg Doornik tot overgave, de enige Waalse stad die trouw was gebleven aan de Staten-Generaal.

zonder datum
- De Nederlanden worden in het Latijn Belgica Confoederata genoemd, een verwijzing naar de oude Romeinse aanduiding van het gebied.

## Bouwkunst

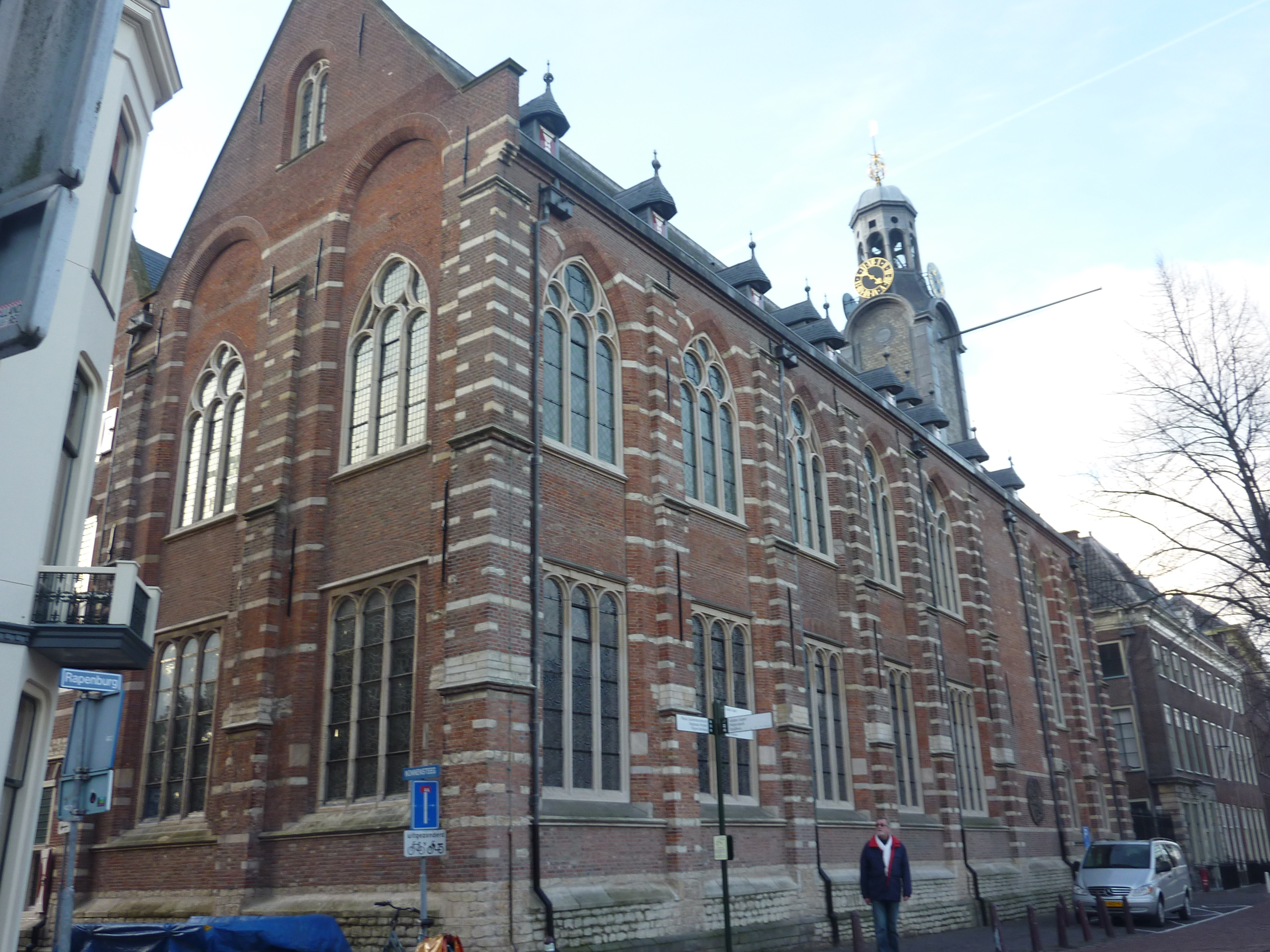
Academiegebouw (Leiden) (1581)

## Geboren
januari
- 4 - James Ussher, Iers anglicaans aartsbisschop (overleden 1656)

maart
- 16 - Pieter Corneliszoon Hooft, Nederlands dichter en historicus (overleden 1647)

oktober
- Juan Bautista Maíno, Spaans kunstschilder

## Overleden
juli
- 23 - George van Lalaing, stadhouder

datum onbekend
- Cornelis Dirkszoon (39), burgemeester van Monnickendam en een leider van de geuzen tijdens het begin van het Tachtigjarige Oorlog